# Sueno (filho de Haquino)

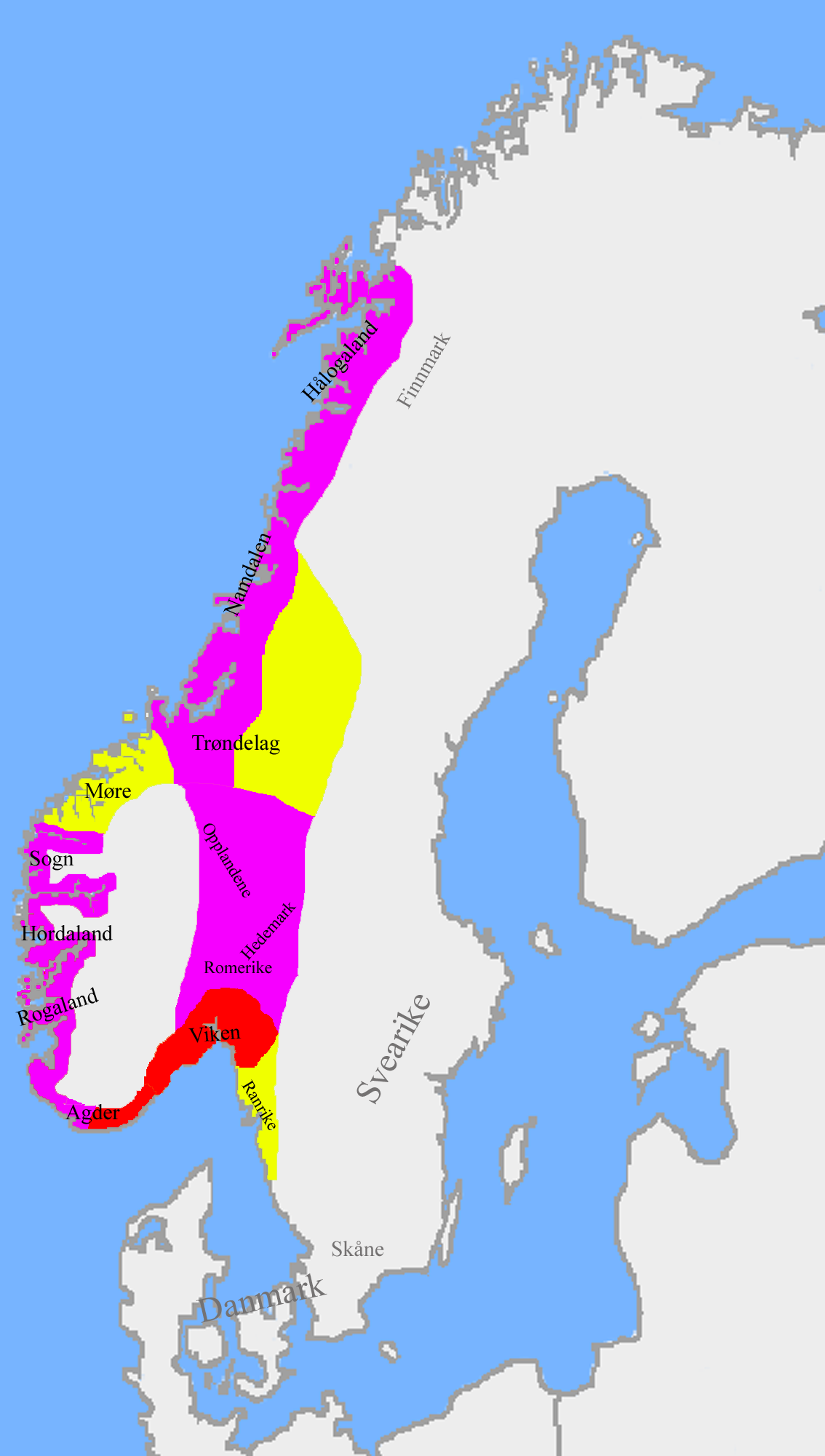
Após a Batalha de Svolder, Sueno comandava a área marcada em amarelo no mapa. A área roxa era governada por seu meio-irmão, Érico, enquanto a área vermelha estava sob controle direto do rei da Dinamarca

Sueno, filho de Haquino (Sveinn Hákonarson) ( ?? - aprox. 1016) foi um conde da casa de Hlaðir e co-regente da Noruega de 1000 à aprox. 1015. Ele era o filho do conde Haquino, filho de Sigurdo. É primeiramente mencionado relacionado com a Batalha de Hjörungavágr, onde a Heimskringla afirma que comandou 60 navios. Após a Batalha de Svolder no ano 1000, Sueno se tornou co-regente da Noruega com seu meio-irmão, Érico, filho de Haquino. Após Érico partir para a Inglaterra em 1014, Sueno foi co-regente com Haquino, filho de Érico. Em 1015, Olavo, filho de Haroldo chegou a Noruega e reivindicou o trono, derrotando Sueno e seus aliados na Batalha de Nesjar. Sueno fugiu para a Suécia, planejando juntar uma força para retomar a Noruega, mas faleceu de uma doença antes que pudesse retornar.